# Vajrasana

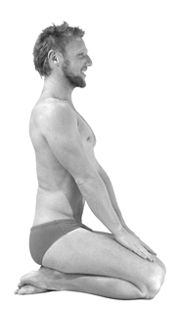
Vajrāsana aussi appelé posture du diamant ou de la foudre

Vajrāsana (posture du diamant ou de la foudre) est une posture assise exposée dans la Gheraṇḍa saṃhitā composée par Gheranda. Celle-ci consiste à s'asseoir fermement sur les mollets et à placer les pieds de chaque côté de l'anus. Dans la pratique du Haṭha Yoga, cette posture convient aux exercices respiratoires (Prāṇayāma), de concentration (Dhāraṇā) et à la méditation (Dhyāna). Vajrāsana remplace Padmāsana et Siddhāsana qui sont plus difficiles à tenir.